# Trauma (film, 2004)
Pour les articles homonymes, voir Trauma.
Pour plus de détails, voir Fiche technique et Distribution.
Trauma est un film britannique réalisé par Marc Evans, sorti en 2004.

## Synopsis
Ben sort du coma et apprend que sa femme, Elisa, est morte dans un accident de voiture. À sa sortie de l'hôpital, il tente de démarrer une nouvelle vie et se lie d'amitié avec Charlotte, sa nouvelle voisine. Mais Ben est hanté par des visions de sa femme et d'étranges phénomènes surviennent dans son appartement.

## Fiche technique
- Réalisation : Marc Evans
- Scénario : Richard Smith
- Photographie : John Mathieson
- Montage : Mags Arnold
- Musique : Alex Heffes
- Pays d'origine :  Royaume-Uni
- Langue originale : anglais
- Genre : thriller psychologique
- Durée : 93 minutes
- Dates de sortie : 
  -  États-Unis : 19 janvier 2004 (festival du film de Sundance)
  -  Royaume-Uni : 17 septembre 2004

## Distribution
- Colin Firth : Ben
- Mena Suvari : Charlotte
- Naomie Harris : Elisa
- Sean Harris : Roland
- Neil Edmond : Mills
- Tommy Flanagan : Tommy
- Kenneth Cranham : inspecteur Jackson
- Brenda Fricker : Petra
- Andrew MacLachlan : homme accablé de chagrin

## Accueil
Le film a réalisé 80 000 entrées en Europe dont 58 000 au Royaume-Uni.
Il obtient 31 % de critiques positives, avec une note moyenne de 4,5/10 et sur la base de 16 critiques collectées, sur le site Rotten Tomatoes.